# La Couarde
La Couarde ist eine Commune déléguée in der französischen Gemeinde Prailles-La Couarde mit 272 Einwohnern (Stand 1. Januar 2022) im Département Deux-Sèvres in der Region Nouvelle-Aquitaine (vor 2016 Poitou-Charentes). Die Einwohner werden Couardais genannt.
Die Gemeinde La Couarde wurde am 1. Januar 2019 mit Prailles zur Commune nouvelle Prailles-La Couarde zusammengeschlossen. Sie hat seither den Status einer Commune déléguée. Die Gemeinde La Couarde gehörte zum Arrondissement Niort und zum Kanton Celles-sur-Belle.

## Geographie
La Couarde liegt etwa 25 Kilometer östlich von Niort. Umgeben wurde die Gemeinde La Couarde von den Nachbargemeinden Souvigné im Nordwesten und Norden, La Mothe-Saint-Héray im Norden und Nordosten, Exoudun im Nordosten und Osten, Sepvret im Osten und Südosten, Beaussais-Vitré im Süden sowie Prailles im Westen.

## Bevölkerungsentwicklung
| Jahr                       | 1962 | 1968 | 1975 | 1982 | 1990 | 1999 | 2006 | 2013 |
| Einwohner                  | 370  | 370  | 302  | 288  | 295  | 284  | 267  | 263  |
| Quellen: Cassini und INSEE |      |      |      |      |      |      |      |      |

## Sehenswürdigkeiten
- protestantische Kirche